# Nematofage schimmel

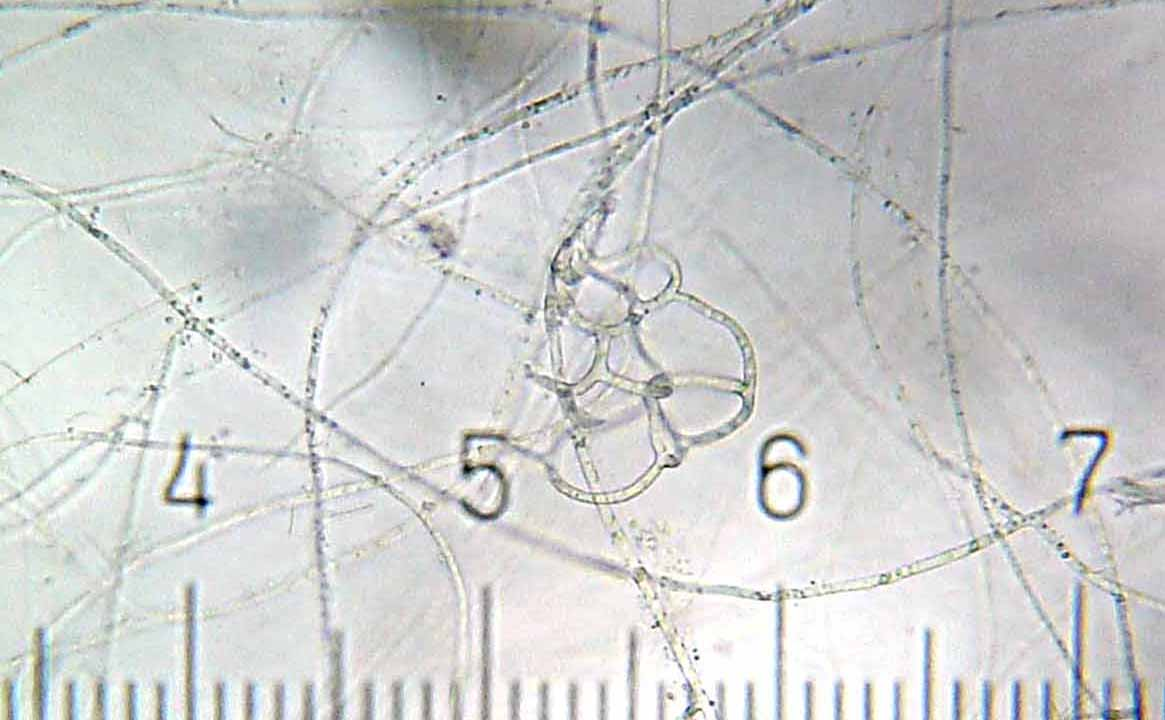
Kleverige netten van een Arthrobotrys-soort

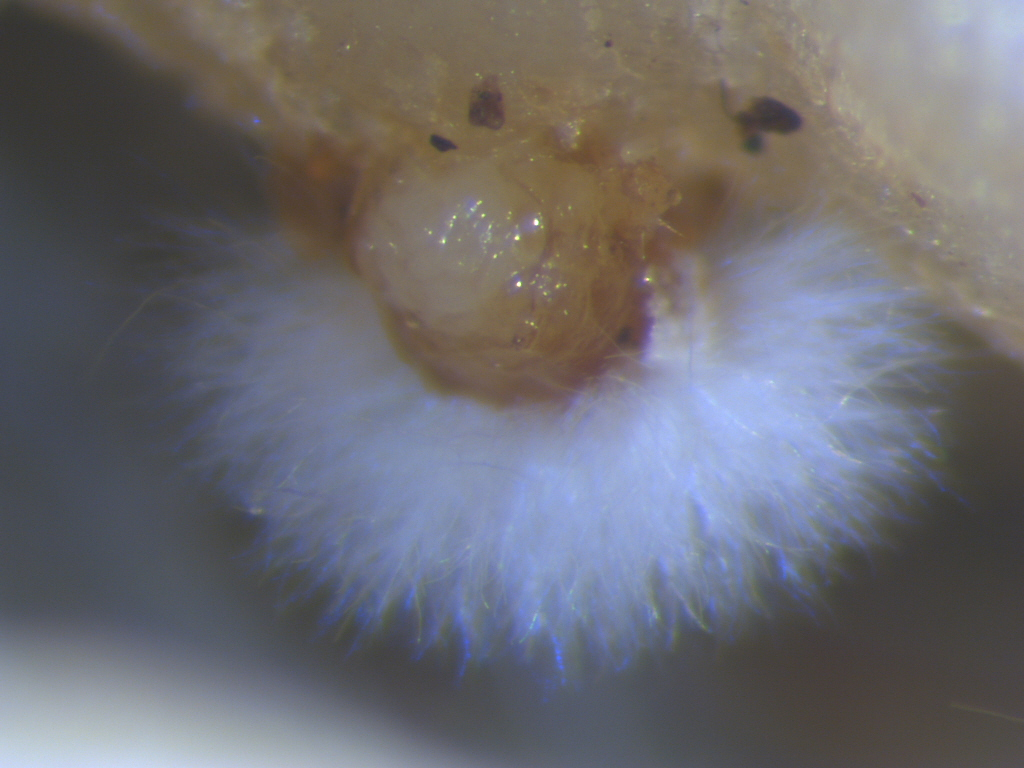
Meloidogyne incognita-eitjesmassa geparasiteerd door een schimmel

Nematofage schimmels zijn vleesetende schimmels, die rondwormen als voedsel hebben. Er zijn ongeveer 160 soorten vleesetende schimmels bekend.
Er wordt bij de nematofage schimmels onderscheid gemaakt tussen schimmels met vangorganen en endoparasitaire schimmels. Taxonomisch zijn de soorten echter moeilijk van elkaar te onderscheiden, omdat bij sommige geslachten, zoals Nematoctonus, beide vormen voorkomen.

## Vangorganen
De vangorganen bestaan uit schimmeldraden. Er komen maar zelden twee valtypen bij eenzelfde soort voor. Bij 80% van de nematofage schimmels komen kleverige vallen voor, zoals bij Zoophagus insidans, waarmee ook raderdieren gevangen kunnen worden. De overige 20% nematofage schimmels hebben vangringen, zoals Zoophagus tentaclum. Deze schimmels vormen met hun schimmeldraden strikken, waarmee de rondwormen gevangen kunnen worden. Ze kunnen zich al of niet samentrekken. Het blijkt dat vangringen al vroeg in de evolutie voorkwamen, zoals te zien is bij een 100 miljoen jaar oud nematofaag fossiel in barnsteen.
Er zijn de volgende typen vallen:
- Kleverige vallen
  - Vangschimmeldraden met een zeer kleverige, zandlopervormige, meerkernige cel, die op een sterigmatum staat. De diameter van de cel is 12-20 µm: Nematoctonus leiosporus, Nematoctonus geogenius (anamorfe vorm)/(Hohenbuehelia petalodes (teomorfe vorm))
  - Kleverige vangschimmeldraden met een- tot driecellige schimmeldraadvertakkingen: Monacrosporium cionopagum, Monacrosporium gephyropagum, Dactylella lobata
  - Kleverige vangnetten met maaswijdten van 20-59 µm: de meeste soorten van het geslacht Arthrobotrys, zoals Arthrobotrys superba, Arthrobotrys oligospora
  - Kleverige vangknobbels op een 1 - 4 cellige steel met een kleverige vangknobbel van 6-10 µm: Dactylaria candida met ook nietsamentrekkende vangringen, Dactylella leptospora met ook nietsamentrekkende vangringen, Monacrosporium ellipsosporum

- Vangringen
  - Samentrekkende vangringen met een diameter van 20-50 µm. Bij aanraking zwelt de cel aan de binnenzijde op: Arthrobotrys dactyloides, Dactylaria brochopaga, Monacrosporium doedycoides
  - Nietsamentrekkende vangringen met een diameter van 20-50 µm op een steeltje en bestaande uit drie cellen: Dactylaria candida ook met kleverige vangknobbels, Dactylella leptospora ook met kleverige vangknobbels.

Na de vangst dringt de schimmel de rondworm binnen en verteert deze met behulp van enzymen. De vrijkomende voedingsstoffen worden door de schimmel opgenomen. Schimmels met vangorganen komen vooral voor in stikstofarme gronden. Het is dan ook waarschijnlijk dat de opname van stikstof uit de rondworm het belangrijkste is.
Ook de geschubde inktzwam (Coprinus comatus) kan rondwormen vangen met doornige uitsteeksels op kleine, ronde structuren. De uitsteeksels scheiden een toxine af, waardoor de rondworm zich niet meer kan bewegen. Vervolgens wordt de rondworm overgroeid met schimmeldraden en binnen enkele dagen verteerd.

## Endoparasitair

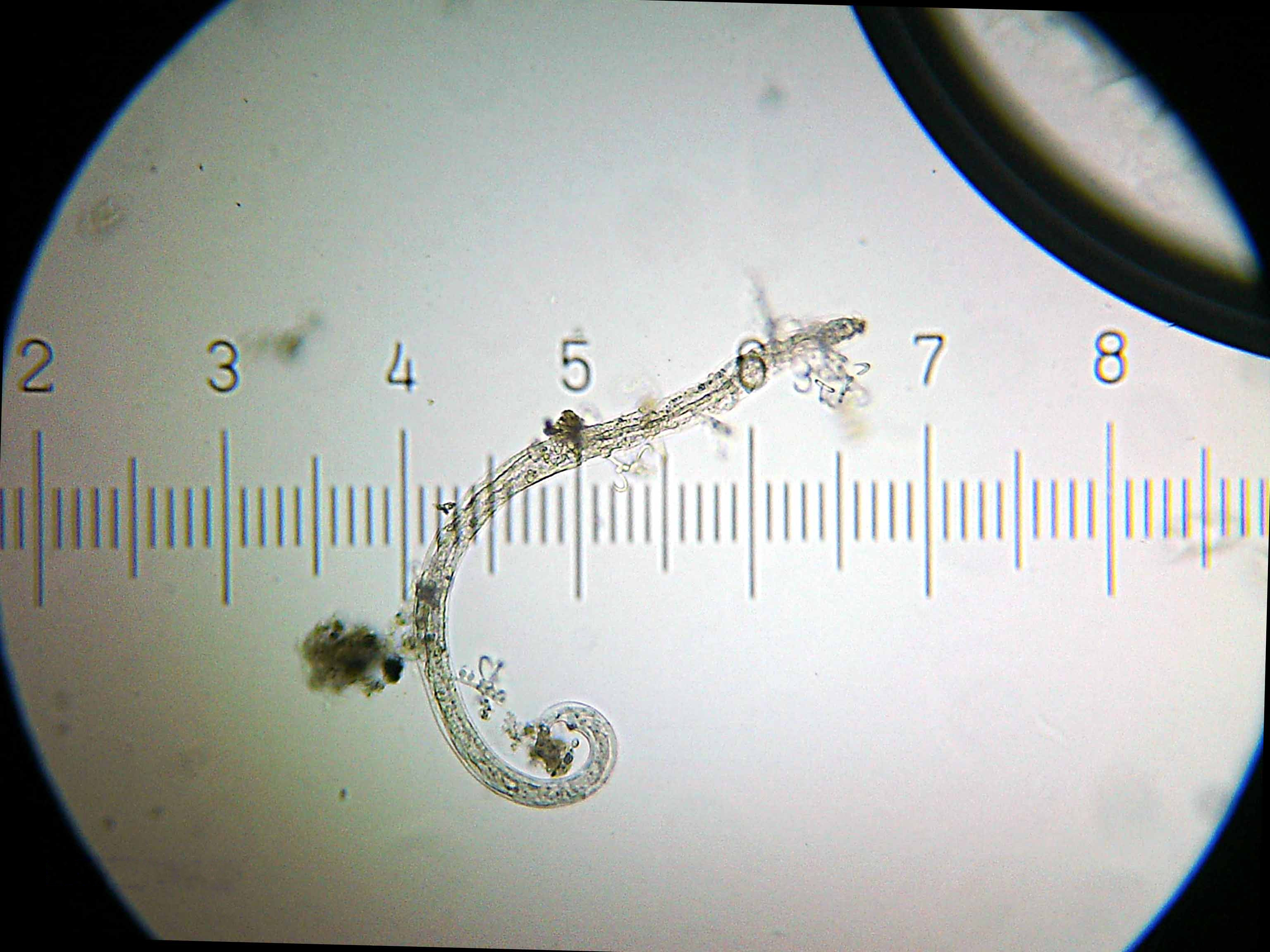
De endoparasitische nematofaag Harposporium anguillulae met een dode rondworm

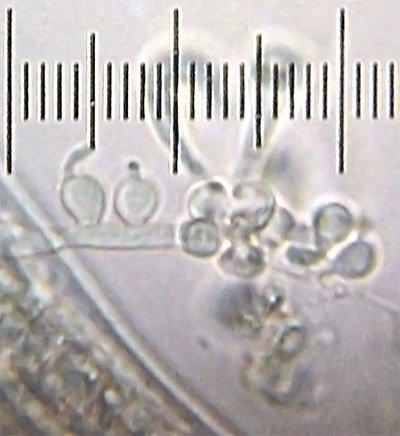
Closeup met conidiofoor van de endoparasitische nematofaag Harposporium anguillulae

Een endoparasitaire schimmel leeft in de rondworm. Als spore dringen ze de rondworm binnen en verteren deze van binnenuit. De spore kan door de mond opgenomen worden, zoals bij Harposporium anguillulae. Ook zijn er sporen, die zich aan de buitenkant van de rondworm hechten en later naar binnen groeien. Soorten van het geslacht Haptoglossa schieten het plasma van de spore in de rondworm, waarna de schimmel in de rondworm gaat groeien. Alleen de conidioforen met de sporen steken naar buiten. In de rondworm kunnen ook chlamydosporen gevormd worden.
Enkele voorbeelden van endoparasitaire schimmels zijn:
- Nematoctonus geogenius, kiemende sporen vormen zandlopervormige knobbels, die zich aan de buitenkant van de rondworm hechten.
- Nematoctonus leiosporus, sporen hechten zich aan de buitenkant van de rondworm.
- Meristacrum asterospermum, sporen hechten zich aan de buitenkant van de rondworm.
- Harposporium anguillulae, sporen worden opgenomen door de mond van de rondworm.
- Paecilomyces lilacinus, komt hoofdzakelijk voor bij larven van insecten, maar kan ook eieren van Meloidogyne-soorten (wortelknobbelaaltjes) parasiteren.